# Porta Nuova (Milano)
Porta Nuova (Porta Noeuva in dialetto milanese, AFI: [ˈpɔrta ˈnøːa]) è una delle sei porte principali di Milano, ricavata lungo i bastioni spagnoli, oggi demoliti. Posta a nord della città in piazzale Principessa Clotilde, si apre lungo la strada per Monza. Caratterizzata oggi dalla presenza dell'arco neoclassico dello Zanoia (1810-1813) e degli annessi caselli daziari, sorge al centro di piazzale Principessa Clotilde, allo sbocco di corso di Porta Nuova.
In passato Porta Nuova identificava inoltre uno dei sei sestieri storici in cui era divisa la città, il Sestiere di Porta Nuova.

## Storia

### La porta spagnola (XVI secolo)
La Porta Nuova attuale che si apre nei Bastioni di Milano sorse decentrata a occidente rispetto all'asse viario (oggi via Manzoni) su cui erano sorte in precedenza le omonime porte di epoca romana (sul tracciato delle Mura romane) e di epoca medievale (sul tracciato delle mura medievali di Milano).
Il medesimo sestiere era servito, in epoca romana, dalla porta Aurea, collocata lungo le mura Massimianee del tracciato romano, sull'odierna via Manzoni all'incrocio con via Monte Napoleone. Nella cinta medievale si collocava allo sbocco in piazza Cavour dove ancora oggi è presente, perfettamente integra. Se, come era avvenuto per le altre porte, con la costruzione delle mura spagnole essa fosse stata semplicemente spostata più all'esterno lungo la medesima direttrice, sarebbe collocata al termine dell'attuale via Daniele Manin. Tale porta, invece, fu ricavata parecchio più a occidente, tra il Seveso e la Martesana.

### Il rifacimento dello Zanoia (1810-1813)

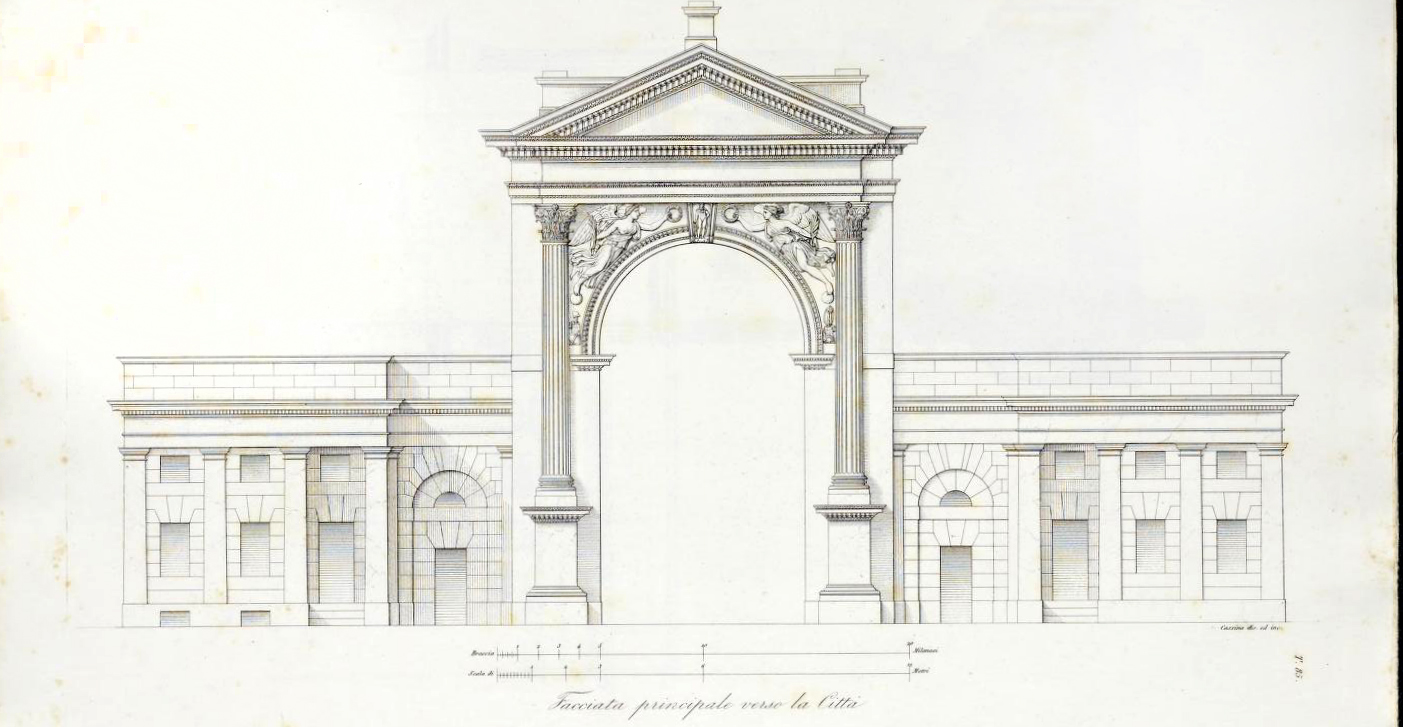
Prospetto di Porta Nuova (incisione di Ferdinando Cassina, 1840).

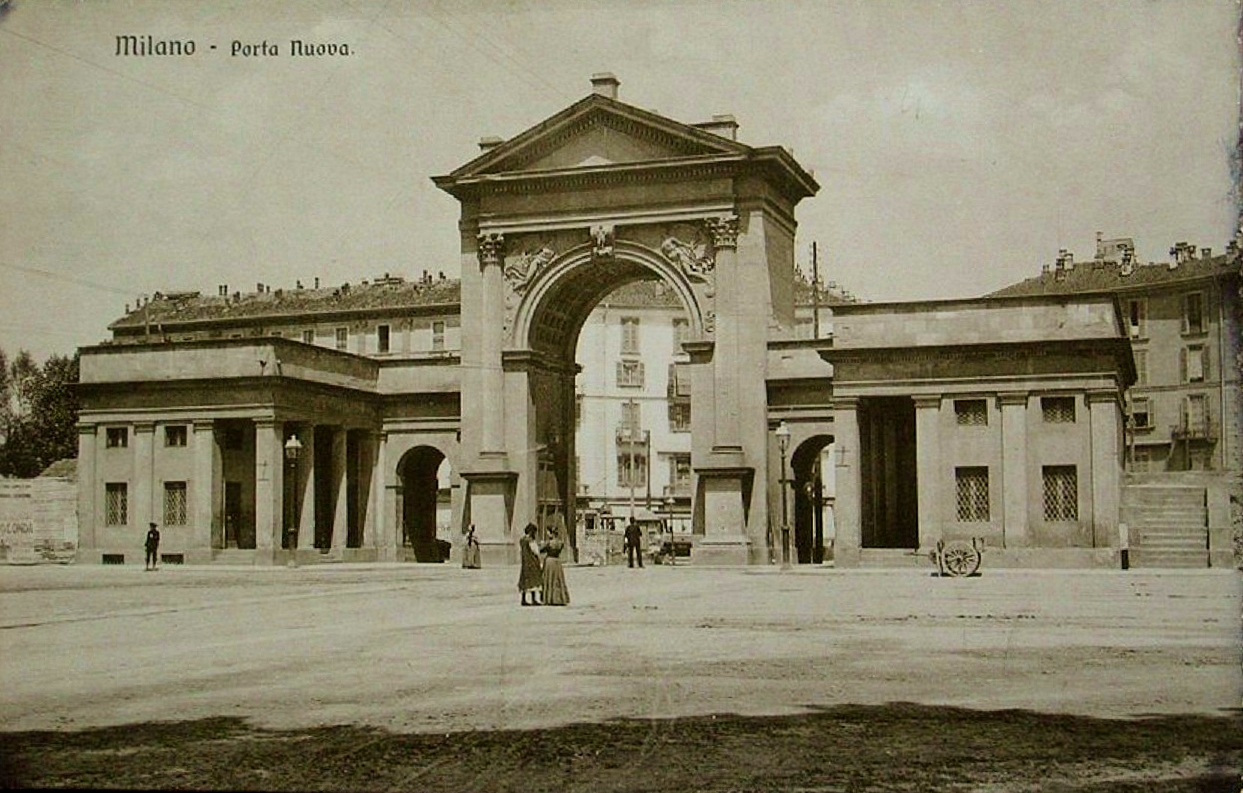
Porta Nuova agli inizi del Novecento

La porta spagnola venne demolita in epoca napoleonica, quando si avviò un progetto per convertire le principali porte dei bastioni ad una funzione daziaria e ornamentale, visto il superamento della loro funzione militare: l'edificazione di una porta monumentale contribuiva al nuovo riassetto urbanistico anulare attorno all'area dei bastioni, favorendo lo sviluppo urbano a nord della città. L'attuale porta, presente ancora oggi in piazzale Principessa Clotilde (stessa collocazione della precedente porta spagnola demolita), venne costruita su progetto dell'architetto Giuseppe Zanoia e si apriva sul tracciato dell'antica via romana che collegava la città con la Brianza. La costruzione avvenne tra il 1810 e il 1813.
Il suo valore commerciale derivava dalla prossimità al naviglio della Martesana, allora navigabile. Per entrare in città, il naviglio dapprima sottopassava il ponte delle Gabelle e i bastioni, quindi superava la leonardesca conca dell'Incoronata per aprirsi nel laghetto di San Marco, da cui proseguiva lungo una seconda conca omonima e si immetteva nella fossa navigabile all'inizio di via Fatebenefratelli. Lungo i bastioni, dal Ponte delle Gabelle, scorreva il Redefossi che riceveva prima le acque in eccessi della Martesana e, appena oltre Porta Nuova, il Seveso. Seppure interrato, il Redefossi segue ancora oggi il medesimo percorso.
Al momento della costruzione di questa nuova porta si prevedeva che la città si espandesse verso l’esterno, secondo la direttiva della strada che ne usciva (oggi dedicata ad Amerigo Vespucci  - delibera comunale del 7 giugno 1878). Tale sviluppo non avvenne perché nel periodo successivo la via venne sbarrata dalla costruzione della stazione ferroviaria di Porta Nuova. Oggi la via Vespucci termina, in pratica, con una ripida scalinata pedonale da cui si accede all’attuale Piazza Alvar Aalto, costruita, ad un livello più alto, sull’ex terrapieno delle ferrovie Varesine. Quindi Porta Nuova ha perso quasi subito la sua originaria funzione.

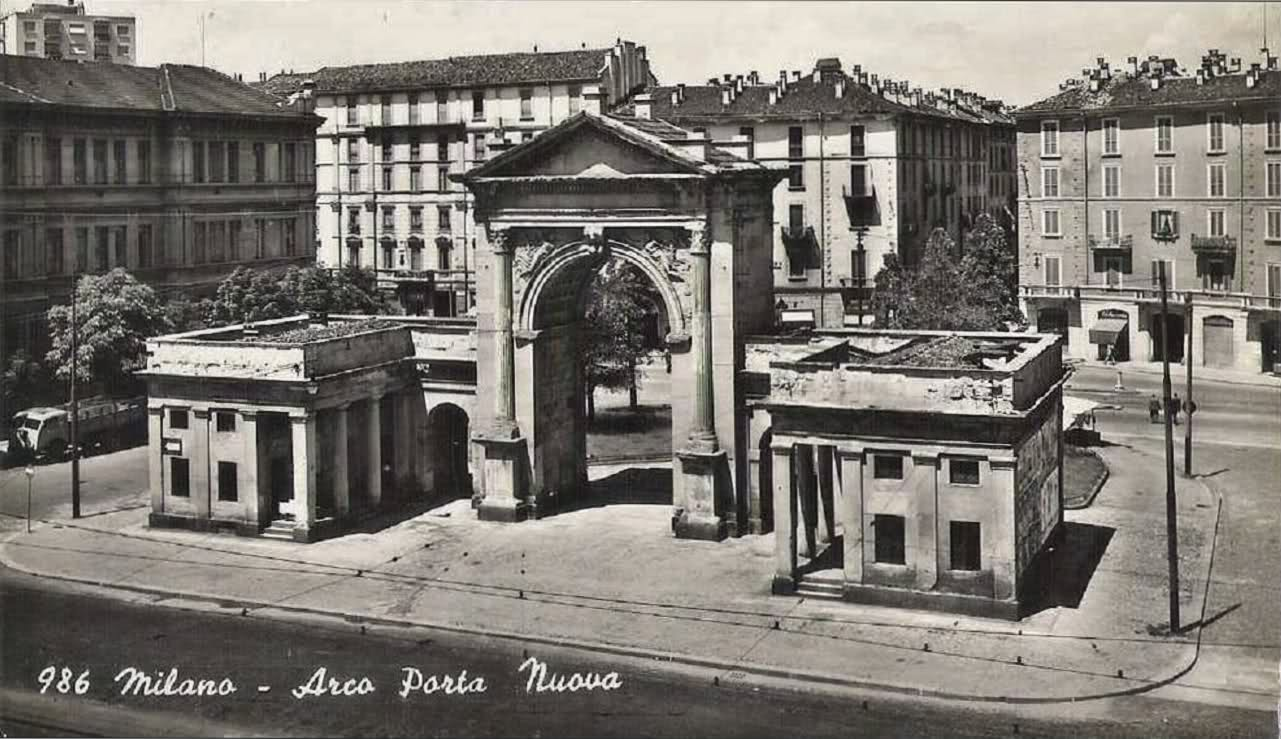
Porta Nuova negli anni '50

Infatti nel 1840 venne inaugurata, appena al di là della Martesana, la stazione di Porta Nuova, prima stazione ferroviaria della città, al servizio della Milano-Monza. L'edificio principale si è conservato ed è stato trasformato nell'albergo di lusso Maison Moschino nel 2010.

## Architettura
La porta dello Zanoja presenta un doppio ordine, che definisce un'importanza gerarchica sia funzionale sia estetica: corinzio nella parte centrale e dorico nei caselli laterali. Presenta un unico fornice costruito in blocchi di arenaria giallastra ed ornato da bassorilievi, alla quale sono collegati due caselli daziari porticati, anch'essi in arenaria, collocati simmetricamente ai due lati. L'arenaria utilizzata è molto friabile, per cui le decorazioni di cui il monumento è ornato esteriormente sono soggette ad erosione nel tempo, aggravata dall'inquinamento, e parte delle sue ornamentazioni originarie oggi sono scomparse o scarsamente visibili. Nel 2002 l'associazione "Castelli e Ville Aperte in Lombardia" ha ricevuto dal comune di Milano l'assegnazione dell'opera per il suo uso e restauro conservativo.